# Montrem
Montrem is een gemeente in het Franse departement Dordogne (regio Nouvelle-Aquitaine). De plaats maakt deel uit van het arrondissement Périgueux. Montrem telde op 1 januari 2022 1.203 inwoners.

## Geografie
De oppervlakte van Montrem bedraagt 20,15 km², de bevolkingsdichtheid is 60 inwoners per km² (per 1 januari 2019).
De onderstaande kaart toont de ligging van Montrem met de belangrijkste infrastructuur en aangrenzende gemeenten.

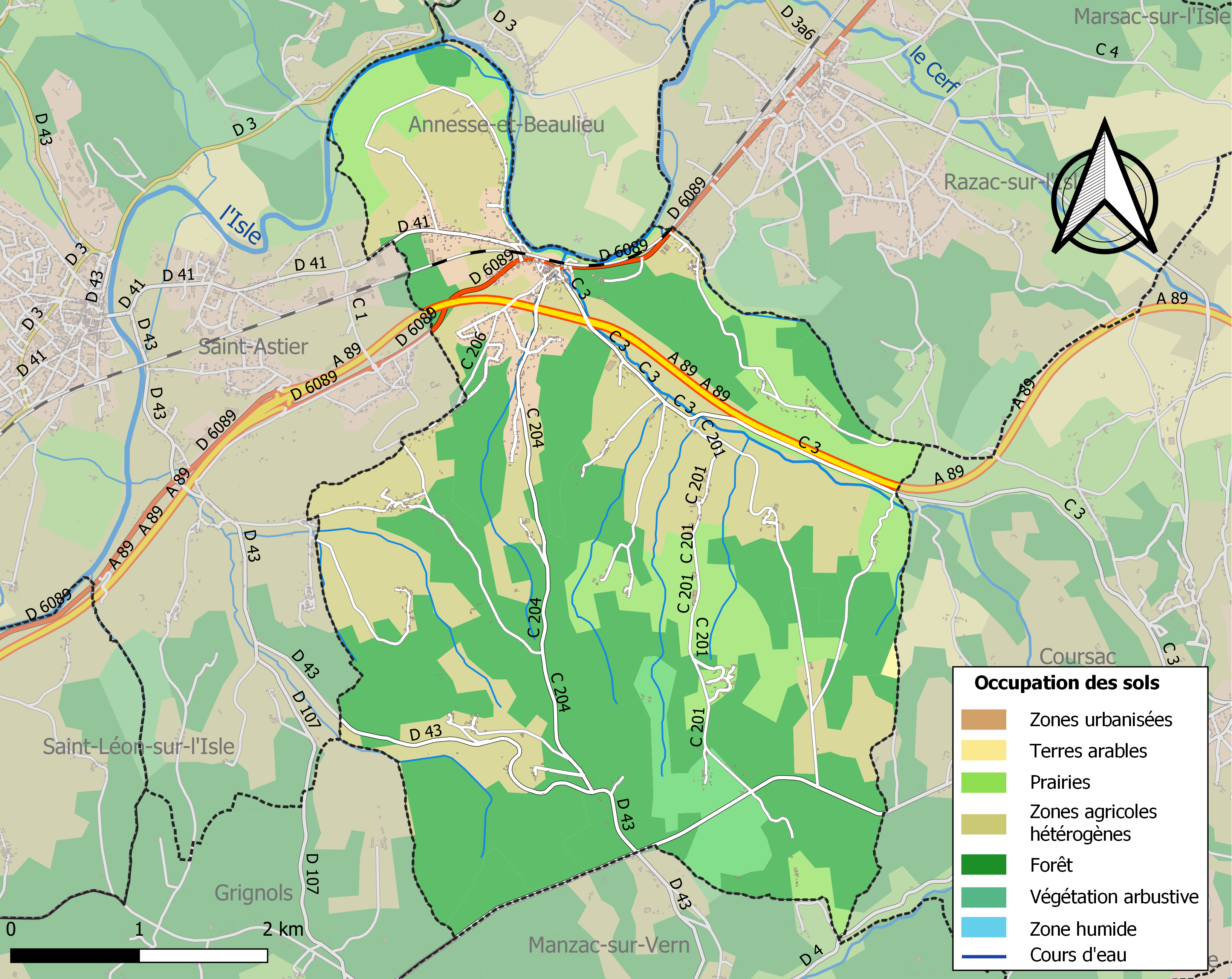

## Demografie
Onderstaande figuur toont het verloop van het inwonertal (bron: INSEE-tellingen).